# Белица (Софийская область)
Белица (болг. Белица) — село в Болгарии. Находится в Софийской области, входит в общину Ихтиман. Население составляет 173 человека. Село расположено в 48,6 км от Софии.

## История
Село Белица было образовано в 2001 году путём объединения трёх сёл: Средиштна (болг. Средищна), Суевци (болг. Суевци) и Гроздёвци (болг. Гроздьовци).

## Политическая ситуация
Кмет (мэр) общины Ихтиман — Маргарита Иванова Петкова (Болгарская социалистическая партия (БСП)) по результатам выборов.